# Stone Street
Stone Street är en by (hamlet) i Boxford, Babergh, Suffolk, östra England. Orten har 224 invånare.